# Testamentet (film fra 1908)
 For alternative betydninger, se Testamentet. (Se også artikler, som begynder med Testamentet)
Testamentet er en dansk stum dramafilm fra 1908 produceret af Nordisk Films Kompagni og instrueret af Viggo Larsen, der også medvirker i filmen.
Filmen havde dansk premiere den 7. januar 1908 i Kinografen. Den blev i engelsktalende lande distribueret som The Will. 

## Handling
En mand ligger på sit dødsleje og viser sit testamente til sin plejer. Efter hans død kommer en sørgende mand og kvinde ind. Scenen skifter, og vi er nu på en strand i selskab med to par. De kommer op at slås på en klippe, og den ene styrter i sin død. Derefter skifter scenen igen til en stue med en grædende kvinde.
Fragmentet består af brudstykker fra den oprindelige film. Det er på nuværende tidspunkt ikke muligt at tyde, hvordan handlingsforløbet skal stykkes sammen.

## Medvirkende
- Viggo Larsen